# Дмитриев, Фёдор Анатольевич
Фёдор Анато́льевич Дми́триев (род. 4 апреля 1978, Кемерово) — российский режиссёр-постановщик мультипликационных фильмов. Прославился как режиссёр-постановщик картин «Крепость. Щитом и мечом», «Урфин Джюс и его деревянные солдаты» и «Урфин Джюс возвращается».

## Биография
Родился 4 апреля 1978 года в городе Кемерово.
В 2000 году Фёдор Дмитриев окончил Санкт-Петербургский государственный университет культуры и искусств по специальности режиссёр киновидеостудии.
С 2005 года работает режиссёром на студии анимационного кино «Мельница».
Написал более 50 сценариев для сериала «Лунтик и его друзья», более чем в 100 сериях этого сериала Фёдор Дмитриев работал как режиссёр. Разработчик проекта «Барбоскины», режиссёр и сценарист этого мультипликационного сериала.
В 2015 году состоялся выход полнометражной анимационной ленты «Крепость» по сценарию Александра Боярского, режиссёром которого стал Фёдор Дмитриев. Это была его первой полнометражной картиной.
В России состоялась премьера 20 апреля 2017 года его полнометражного компьютерно-анимационный фильма по мотивам одноимённой книги Александра Мелентьевича Волкова «Урфин Джюс и его деревянные солдаты». Режиссёрами стали Фёдор Дмитриев, Владимир Торопчин и Дарина Шмидт. Это первый мультфильм студии, сделанный в технике компьютерной анимации. Он стал лауреатом двух премий после этой картины: «Икар» и «Золотой орёл».
Осенью 2019 года состоялась премьера другого полнометражного компьютерно-анимационного фильма «Урфин Джюс возвращается», за что стал лауреатом премии «Икар».

## Фильмография
| Год              | Фильм                               | Режиссёр  | Аниматик  | Сценарист | Монтажёр  | Примечания                                                |
| ---------------- | ----------------------------------- | --------- | --------- | --------- | --------- | --------------------------------------------------------- |
| 2006—2010        | Лунтик и его друзья                 | зелёная ✓ | зелёная ✓ | зелёная ✓ | —         | —                                                         |
| 2008             | Искусник                            | зелёная ✓ | зелёная ✓ | —         | зелёная ✓ | —                                                         |
| 2011—2023        | Барбоскины                          | зелёная ✓ | зелёная ✓ | зелёная ✓ | —         | —                                                         |
| 2015             | Крепость. Щитом и мечом             | зелёная ✓ | зелёная ✓ | —         | —         | Режиссёрский дебют Фёдора Дмитриева в полнометражном кино |
| 2016             | Три богатыря и морской царь         | —         | зелёная ✓ | —         | —         |                                                           |
| 2017             | Урфин Джюс и его деревянные солдаты | зелёная ✓ | —         | —         | —         | Совместно с Владимиром Торопчиным и Дариной Шмидт         |
| 2018—наст. время | Царевны                             | зелёная ✓ | зелёная ✓ | зелёная ✓ | —         | —                                                         |
| 2019             | Урфин Джюс возвращается             | зелёная ✓ | —         | —         | —         | —                                                         |
| 2020             | Барбоскины на даче                  | зелёная ✓ | —         | —         | —         | Совместно с Еленой Галдобиной                             |
| 2022             | Барбоскины Team                     | зелёная ✓ | зелёная ✓ | зелёная ✓ | —         | Совместно с Еленой Галдобиной                             |

## Награды

### Крепость. Щитом и мечом(2015)
- 2016 — XX Всероссийский фестиваль визуальных искусств в детском центре «Орлёнок» : Лучшая полнометражная анимационная работа — «Крепость. Щитом и мечом», режиссёр Фёдор Дмитриев.[1]
- 2016 — XIII Международный благотворительный кинофестиваль «Лучезарный ангел» в номинации «Анимационное кино» : 3й приз — «Крепость. Щитом и мечом», режиссёр Фёдор Дмитриев.[2]

### Урфин Джюс и его деревянные солдаты(2017)
- 2018 — «Урфин Джюс и его деревянные солдаты» — номинант премии «Золотой орёл» в категории «Лучший анимационный фильм».[3]

### Урфин Джюс возвращается(2019)
- 2020 — «Урфин Джюс возвращается» — номинант премии «Икар».[4]